# Tillandsia usneoides
Mousse espagnole
Espèce
Classification phylogénétique
Tillandsia usneoides est une espèce de plantes à fleurs de la famille des Bromeliaceae. Elle est aussi appelée mousse espagnole, fille de l'air, barbe de vieillard ou barbe à l'arbre<,. C'est une épiphyte qui se développe sur le continent américain où elle pend aux branches d'arbres, aux fils téléphoniques et à tout autre support aérien où elle capte l'humidité de l'air et les éléments nutritifs sous forme de poussières. Elle est parfois confondue avec l'usnée barbue, une forme de lichen. Cependant la mousse espagnole ne fait pas partie biologiquement des lichens ou des mousses.

## Description
La plante consiste en une tige mince portant des feuilles courbées ou bouclées, mesurant entre 2 et 6 cm de long et 1 mm de large.  Tillandsia usneoides se reproduit de façon semblable à la chaîne pour former des structures s'accrochant aux arbres, d'un à deux mètres de longueur en moyenne, et peuvent atteindre 5 m de long. La plante n'a pas de racines aériennes. Les feuilles filiformes recourbées sont recouvertes de squamules grisâtres sont disposées le long d'une longue tige. Les fleurs axillaires sont rares et minuscules, de couleurs variables et passent inaperçues. Tillandsia usneoides se propage tant par la graine que de manière végétative par des fragments qui sont soufflés par le vent et se collent aux branches d'arbres, ou sont transportés par des oiseaux qui font des nids.

## Répartition
Tillandsia usneoides est présente dans le Sud-Est de l'Amérique du Nord, l'Amérique centrale, l'Amérique du Sud, la Floride, les Grandes Antilles et les Petites Antilles(Saint-Martin, SaintBarthélémy, Antiqua, Saba, Saint-Eustache, Saint-Christophe, Montserrat, Guaqeloupe, Dominique, Martinique, sainte-Lucie, Saint Vincent, Grenadines). Elle se rencontre également dans les territoires ultramarins français tels que La Réunion, la Nouvelle-Calédonie, et l'île de Moorea en Polynésie française.

## Écologie
Cette plante, de la famille de l'ananas, vit à l'état naturel accrochée aux branches des arbres, en plein soleil ou mi-ombre. Elle est adaptée aux crêtes ventées semi-xérophiles à mésophiles.

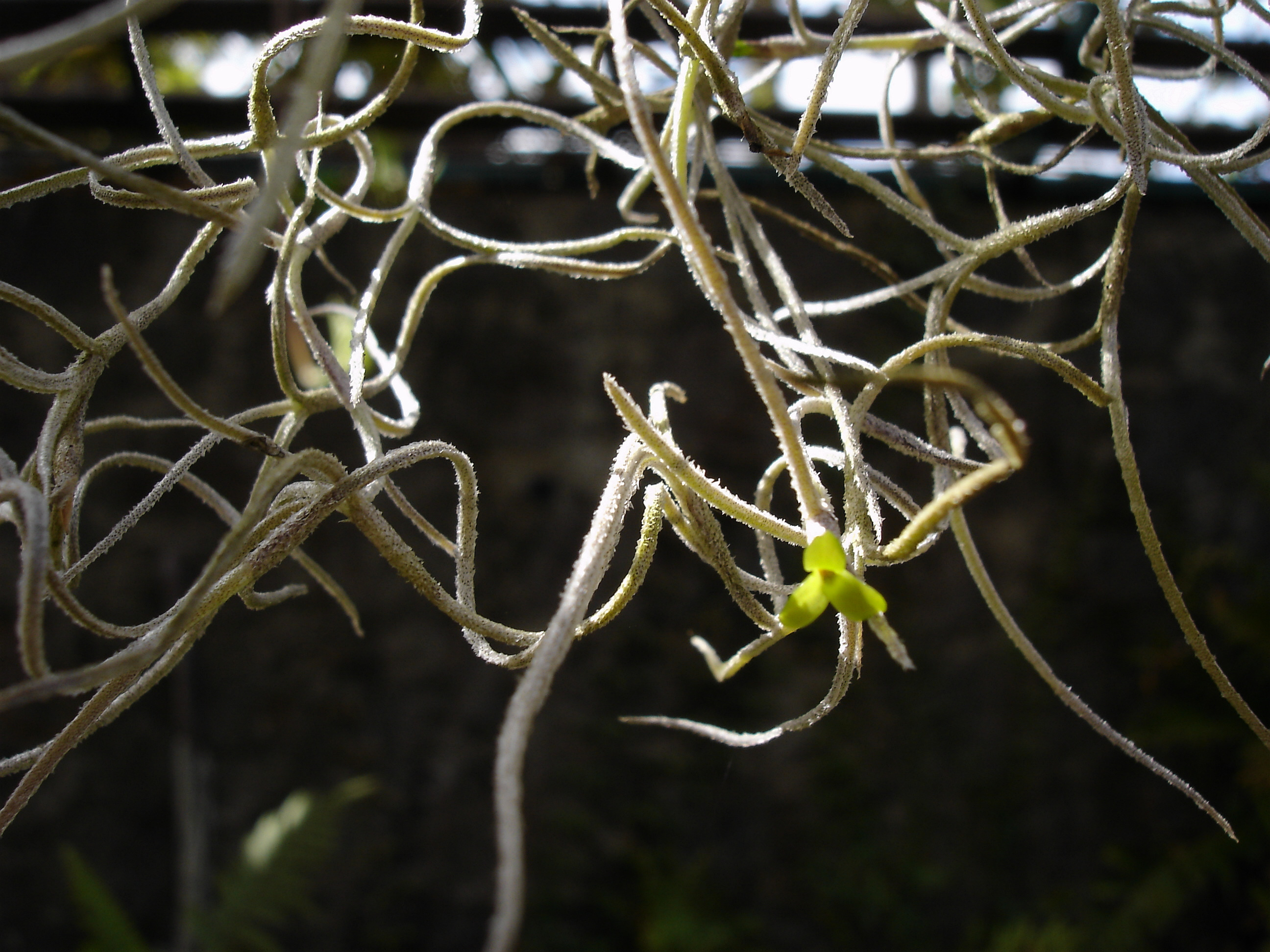
Mousse espagnole au Conservatoire botanique de Mascarin, à La Réunion.

La mousse espagnole est un épiphyte, une plante qui vit sur d'autres plantes, et qui absorbe des substances nutritives (en particulier le calcium) et l'eau de l'air et de la pluie. Elle peut être très abondante sur les arbres au point de ralentir la croissance de ces derniers en réduisant le taux de lumière et donc de photosynthèse. Elle augmente aussi la résistance au vent, ce qui peut se révéler fatal pour les arbres lors des tornades.
Dans le sud des États-Unis, la plante semble avoir une préférence pour les chênes (Quercus virginiana) et les cyprès chauves car ces arbres possèdent un fort taux de minéraux foliaires (Ca, Mg, K, et P) qui fournissent à la plante hôte des nutriments en abondance. Cependant, elle peut coloniser d'autres espèces d'arbres comme le copalme d'Amérique, le Lagerstroemia, d'autres types de chênes et même des pins.
Tillandsia usneoides abrite de nombreuses créatures comme les serpents (rat snakes) et trois espèces de chauve-souris. Une espèce d'araignée, la Pelegrina tillandsiae (Salticidae), a été découverte seulement sur cette plante.
Anciennement, c'était une plante classée dans le genre Anoplophytum, Caraguata et Renealmia.

## Culture et folklore

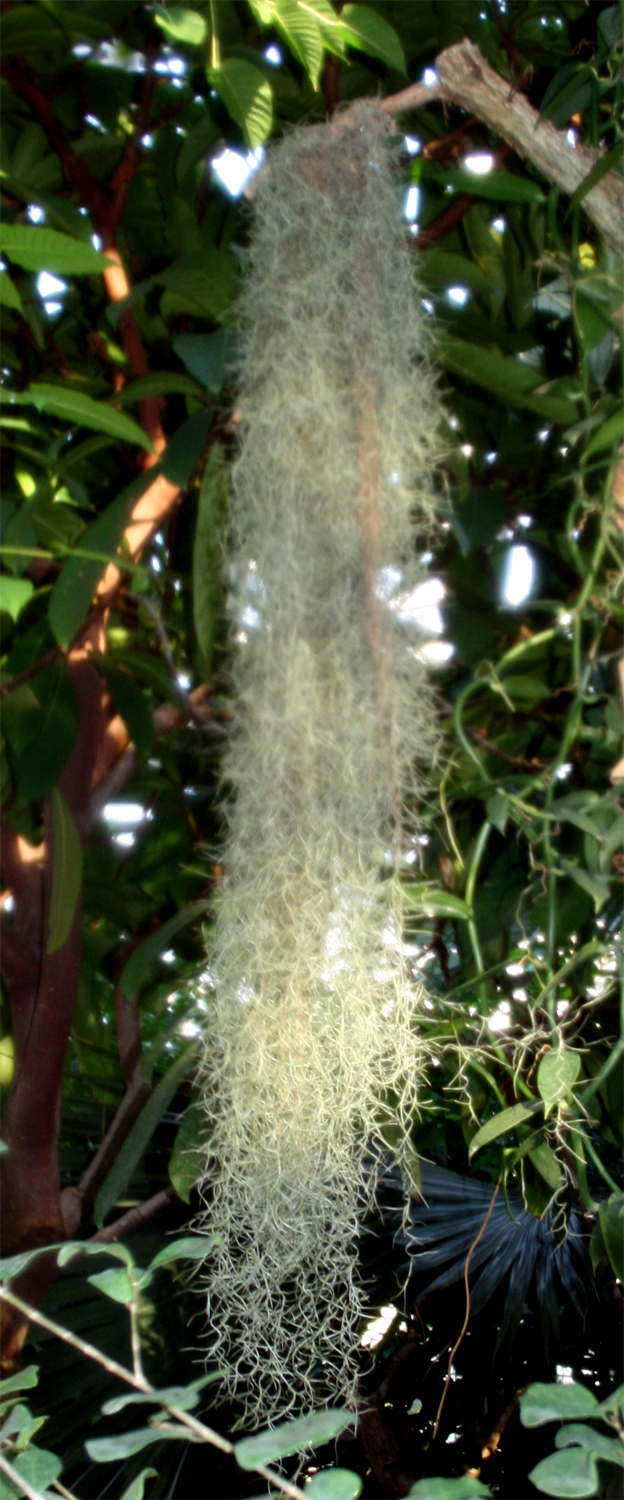
Tillandsia usneoides.

- En raison de sa propension à croître dans des lieux humides du Sud (Géorgie, Louisiane, Mississippi, Floride, Caroline du Sud, Alabama), la plante est souvent associée aux images des romans gothiques sudistes.
- En Louisiane française, la mousse espagnole fut largement utilisée pour la fabrication du torchis et son utilisation dans le bousillage en maçonnerie traditionnelle et dans le pierrotage des maisons louisianaises.
- Un conte du sud-est des États-Unis donne l'origine de la plante :

« Il était une fois un voyageur qui était venu avec sa fiancée espagnole dans les années 1700 pour démarrer une plantation près de la ville de Charleston. Elle était une belle future mariée avec de longs cheveux noirs comme l'ébène. Comme le couple marchait près de la forêt et faisait des projets concernant leur avenir, ils furent soudainement attaqués par des indiens Cherokee qui étaient mécontents de partager la terre de leurs ancêtres avec des étrangers. En guise d'avertissement final de rester loin de la nation Cherokee, ils coupèrent les longs cheveux noirs de la future mariée et les jetèrent dans les branches d'un vieux chêne. Lorsque les gens sont revenus jour après jour et semaine après semaine, ils ont remarqué que les cheveux avaient flétri, étaient devenus gris et avaient commencé à s'étendre d'arbre en arbre. Au cours des années la mousse espagnole s'est diffusée de la Caroline du Sud à la Géorgie et la Floride. Depuis ce jour, si on est debout sous un chêne vivant, on verra la mousse espagnole sauter d'arbre en arbre et se défendra avec une grande armée de scarabées »

.
- À Hawaï, la plante est référencée comme ʻUmiʻumi-o-Dole, nommé ainsi en honneur de la barbe du gouverneur Sanford Dole. Introduite à Hawaï dans les années 1800, elle est devenue une plante ornementale populaire. Elle est occasionnellement appelée les cheveux de Pélé en raison de la déesse hawaïenne Pélé — le terme de "cheveux de Pélé" se réfère également à un type de verre volcanique qui s'étire en long filament sous l'action du vent.
- Le chanteur et compositeur canadien Gordon Lightfoot a écrit une ballade nommée Spanish Moss.
- En 2010, un jardin du Festival International des Jardins de Chaumont-sur-Loire, parcelle n° 19, appelé Cheveux d'Anges, présente un ensemble de Tillandsia.
- En novembre 2018, le groupe strasbourgeois Dirty Deep sort l'album Tillandsia et évoque la légende Cherokee dans le titre Hangin' on an Oak Tree.